# Karl August Auberlen

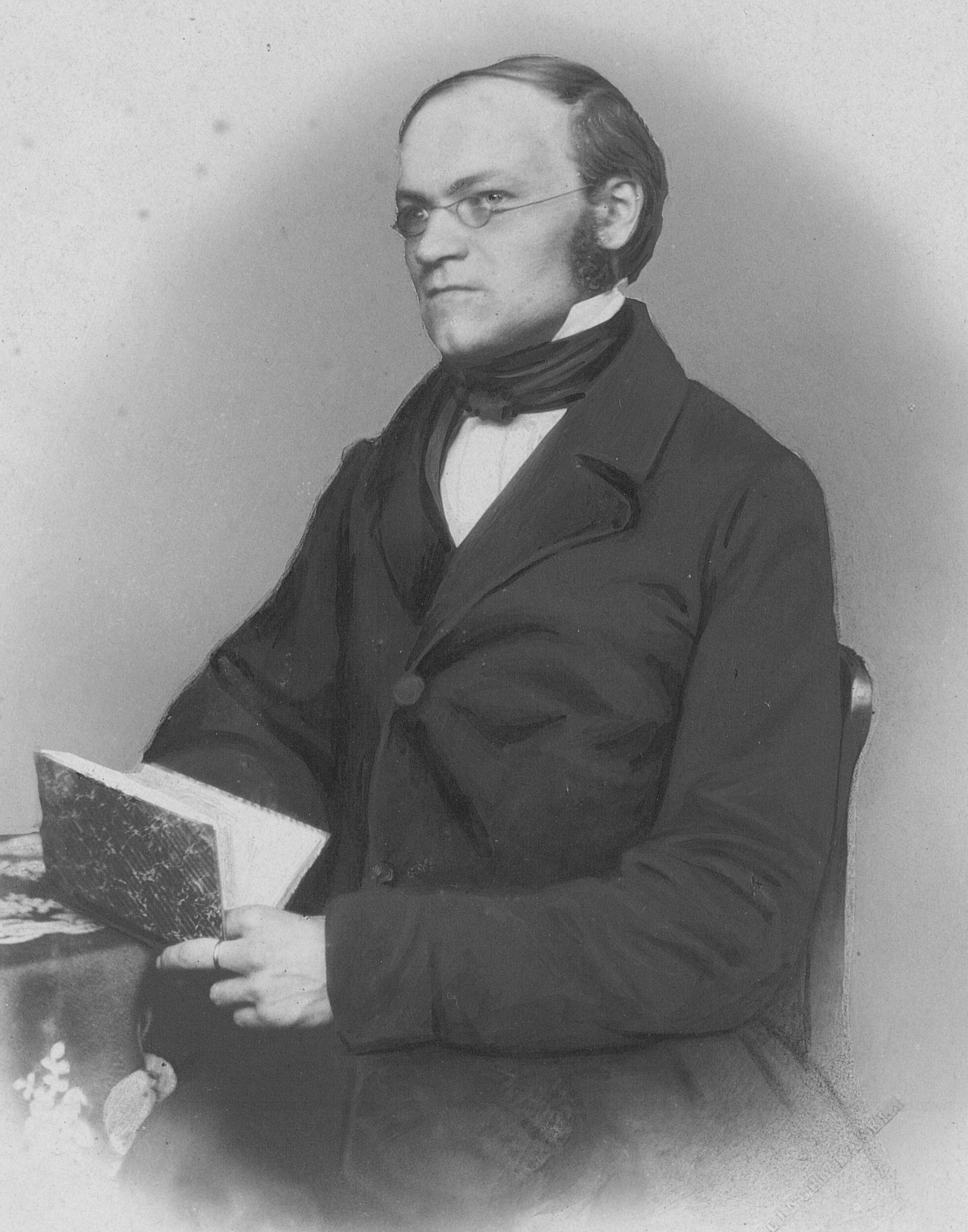
Karl August Auberlen

Karl August Auberlen (* 19. November 1824 in Fellbach; † 2. Mai 1864 in Basel) war ein deutscher lutherischer Theologe. 

## Leben
Er war der älteste Sohn des Fellbacher Schulmeisters Wilhelm Amandus Auberlen, besuchte nach der Ausbildung im väterlichen Schulunterricht das Pädagogium in Esslingen (das heutige Georgii-Gymnasium), dann das Seminar in Blaubeuren und studierte ab 1841 am Evangelischen Stift in Tübingen Philosophie und Theologie, wo er Mitglied der Verbindung Normannia Tübingen wurde.  Abgestoßen von der damals vorherrschenden kritisch-spekulativen Richtung wandte er sich unter dem Einfluss seines Lehrers Johann Tobias Beck den alten württembergischen Theologen der Bengelschen Schule zu und vertiefte sich in die Schriften Friedrich Christoph Oetingers.
Sein Vikariat absolvierte Auberlen bei Wilhelm Hofacker in Stuttgart und verfasste in dieser Zeit sein Erstlingswerk Die Theosophie Friedrich Christoph Oetingers (1847). Eine wissenschaftliche Reise durch Norddeutschland, Belgien und Holland mit längerem Aufenthalt in Berlin diente der Erweiterung seines Gesichtskreises und zur Anknüpfung persönlicher Beziehungen. 1849–1851 war er Repetent am Evangelischen Stift in Tübingen, eine Stelle, die ihm Gelegenheit zu erster akademischer Lehrtätigkeit gab und zur weiteren Ausbildung seiner biblisch-theologischen und theosophischen Richtung beitrug. 1851–1864 war er außerordentlicher Theologie-Professor in Basel, wo er schließlich nach vierjährigem Nervenleiden verstarb.

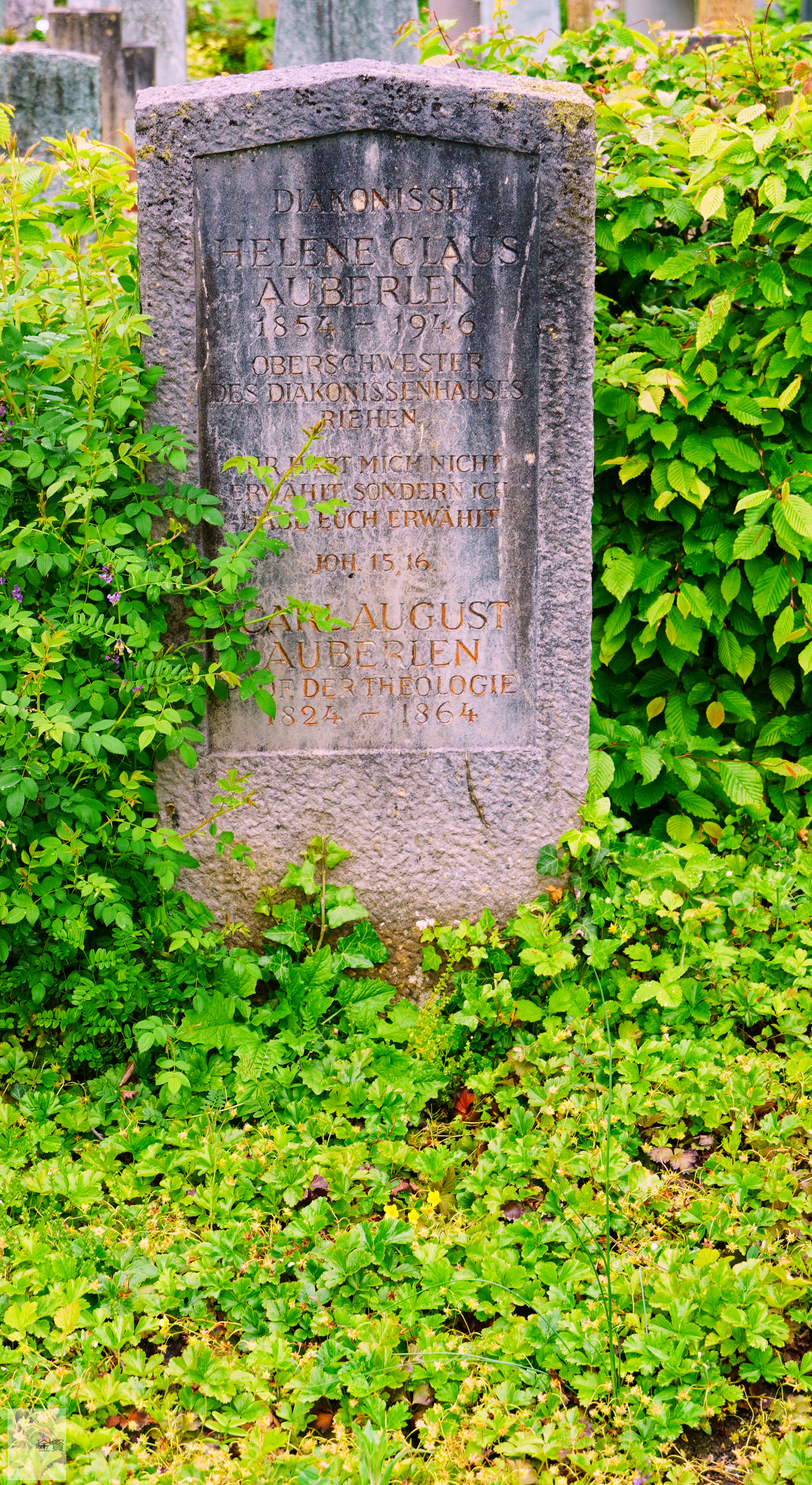
Grabstein Auberlen

Seine letzte Ruhestätte fand Karl August Auberlen im Gottesacker in Riehen im Grab seiner Tochter, der Diakonisse Helene Claus-Auberlen (1854–1946), Oberschwester des Diakonissenhauses Riehen.

## Werke
- Die Theosophie Friedrich Christoph Oetingers. Ein Beitrag zur Dogmengeschichte und Geschichte der Philosophie, Tübingen 1847.
- Der Prophet Daniel und die Offenbarung Johannis in ihrem gegenseitigen Verhältniß betrachtet und in ihren Hauptstellen erläutert, Basel 1854.
- Die biblische Lehre vom Reich Gottes in ihrer Bedeutung für die Gegenwart, Basel 1859.
- Schleiermacher: ein Charakterbild. Bahnmaier, Basel 1859. urn:nbn:de:gbv:9-g-4880825 (Digitalisat in der Digitalen Bibliothek Mecklenburg-Vorpommern)
- Apologetische Vorträge zur Verantwortung des Glaubens, 1860.
- Die beiden Briefe Pauli an die Thessalonicher, Bielefeld 1864.
- Beiträge zu christlicher Erkenntniß, Basel 1865.
- Die göttliche Offenbarung. Ein apologetischer Versuch, Basel 1861.